# Gizem Elmaağaçlı
Gizem Elmaağaçlı (Kayseri, 4 de maig de 2001) és una arquera turca, campiona d'Europa (Samsun, 2019) i del món (Ankara, 2016). A més va ser campiona d'Europa en equips, formant la selecció de Turquia juntament amb Yeşim Bostan i Ayşe Bera Süzer el 2018 a Legnica, Polònia. Competeix en la categoria arc de politges i és esportista del club Kayseri Gençlik Hizmetleri ve Spor Etkinlikleri Kulübü de Kayseri. És germana de Demir Elmaağaçlı, el primer esportista turc en guanyar una medalla d'or mundial en tir amb arc.